# Список супругов монархов Неаполя
Супруги монархов Неаполитанского королевства в 1282—1814 годах.

## Первый Анжуйский дом
| Имя                   | Портрет | Годы жизни    | Родители                                       | Супруг            | Брак | Консорт   |
| --------------------- | ------- | ------------- | ---------------------------------------------- | ----------------- | ---- | --------- |
| Маргарита Бургундская |         | 1250—1308     | Эд Неверский Матильда II де Бурбон             | Карл I Анжуйский  | 1268 | 1282—1285 |
| Мария Венгерская      |         | ок. 1257—1323 | Иштван V Елизавета Куманская                   | Карл II Анжуйский | 1270 | 1285—1309 |
| Санча Майоркская      |         | 1285—1345     | Хайме II Эсклармонда де Фуа                    | Роберт I          | 1304 | 1309—1343 |
| Андрей Венгерский     |         | 1327—1345     | Карл Роберт Елизавета Польская                 | Джованна I        | 1343 | 1343—1345 |
| Людовик Тарентский    |         | 1320—1362     | Филипп I Тарентский Екатерина де Валуа-Куртене | Джованна I        | 1347 | 1347—1362 |
| Хайме IV Майоркский   |         | ок. 1336—1375 | Хайме III Констанция Арагонская                | Джованна I        | 1363 | 1363—1375 |
| Оттон Брауншвейгский  |         | ок. 1320—1398 | Генрих II Греческий Ютта Бранденбургская       | Джованна I        | 1376 | 1376—1382 |

## Дом Дураццо
| Имя                   | Портрет | Годы жизни    | Родители                                             | Супруг           | Брак | Консорт   |
| --------------------- | ------- | ------------- | ---------------------------------------------------- | ---------------- | ---- | --------- |
| Маргарита де Дураццо  |         | 1347—1412     | Карл I Дураццо Мария Калабрийская                    | Карл III Дураццо | 1369 | 1382—1386 |
| Констанция Кьярамонте |         | ок. 1377—1423 | Манфреди III Кьярамонте Эуфемия ди Вентимилья        | Владислав        | 1390 | 1390—1392 |
| Мария де Лузиньян     |         | 1382—1404     | Жак I де Лузиньян Эльвиза фон Брауншвейг-Грубенгаген | Владислав        | 1403 | 1403—1404 |
| Мария д'Энгиен        |         | 1367—1446     | Жан д'Энгиен Бланка де Бо                            | Владислав        | 1407 | 1407—1414 |
| Жак II де Ла Марш     |         | 1370—1438     | Жак I де Ла Марш Екатерина де Вандом                 | Джованна II      | 1415 | 1415—1419 |

## Второй Анжуйский дом
| Имя                    | Портрет | Годы жизни | Родители                       | Супруг                | Брак | Консорт   |
| ---------------------- | ------- | ---------- | ------------------------------ | --------------------- | ---- | --------- |
| Мария де Блуа-Шатильон |         | 1345—1404  | Карл де Блуа Жанна де Пентьевр | Людовик I Анжуйский   | 1360 | 1382—1384 |
| Иоланда Арагонская     |         | 1384—1442  | Хуан I Иоланда де Бар          | Людовик II Анжуйский  | 1400 | 1400—1417 |
| Маргарита Савойская    |         | 1420—1479  | Амедей VIII Мария Бургундская  | Людовик III Анжуйский | 1432 | 1432—1434 |
| Изабелла Лотарингская  |         | 1400—1453  | Карл II Маргарита Пфальцская   | Рене Добрый           | 1420 | 1435—1442 |

## Трастамарский дом
| Имя                 | Портрет | Годы жизни | Родители                                        | Супруг      | Брак | Консорт   |
| ------------------- | ------- | ---------- | ----------------------------------------------- | ----------- | ---- | --------- |
| Мария Кастильская   |         | 1401—1458  | Энрике III Екатерина Ланкастерская              | Альфонс I   | 1415 | 1442—1458 |
| Изабелла де Клермон |         | 1424—1465  | Тристан де Клермон Екатерина дель Бальцо-Орсини | Фердинанд I | 1444 | 1458—1465 |
| Хуана Арагонская    |         | 1455—1517  | Хуан II Хуана Энрикес                           | Фердинанд I | 1476 | 1476—1494 |

## Дом Валуа
| Имя             | Портрет | Годы жизни | Родители                     | Супруг   | Брак | Консорт |
| --------------- | ------- | ---------- | ---------------------------- | -------- | ---- | ------- |
| Анна Бретонская |         | 1477—1514  | Франциск II Маргарита де Фуа | Карл III | 1491 | 1495    |

## Трастамарский дом
| Имя                  | Портрет | Годы жизни | Родители                                          | Супруг       | Брак | Консорт   |
| -------------------- | ------- | ---------- | ------------------------------------------------- | ------------ | ---- | --------- |
| Джованна Арагонская  |         | 1478—1518  | Фердинанд I Хуана Арагонская                      | Фердинанд II | 1496 | 1496      |
| Изабелла дель Бальцо |         | 1468—1533  | Пирро дель Бальцо Мария Доната дель Бальцо-Орсини | Федериго II  | 1486 | 1496—1501 |

## Валуа-Орлеанский дом
| Имя             | Портрет | Годы жизни | Родители                     | Супруг      | Брак | Консорт   |
| --------------- | ------- | ---------- | ---------------------------- | ----------- | ---- | --------- |
| Анна Бретонская |         | 1477—1514  | Франциск II Маргарита де Фуа | Людовик XII | 1499 | 1501—1504 |

## Трастамарский дом
| Имя                  | Портрет | Годы жизни | Родители                       | Супруг        | Брак | Консорт   |
| -------------------- | ------- | ---------- | ------------------------------ | ------------- | ---- | --------- |
| Изабелла Кастильская |         | 1451—1504  | Хуан II Изабелла Португальская | Фердинанд III | 1469 | 1504      |
| Жермена де Фуа       |         | 1488—1538  | Жан де Фуа Мария Орлеанская    | Фердинанд III | 1505 | 1505—1516 |

## Испанские Габсбурги
| Имя                           | Портрет | Годы жизни | Родители                                               | Супруг     | Брак | Консорт   |
| ----------------------------- | ------- | ---------- | ------------------------------------------------------ | ---------- | ---- | --------- |
| Изабелла Португальская        |         | 1503—1539  | Мануэл I Мария Арагонская                              | Карл IV    | 1526 | 1526—1539 |
| Мария I Тюдор                 |         | 1516—1558  | Генрих VIII Екатерина Арагонская                       | Филипп I   | 1554 | 1556—1558 |
| Елизавета Валуа               |         | 1545—1568  | Генрих II Екатерина Медичи                             | Филипп I   | 1559 | 1559—1568 |
| Анна Австрийская              |         | 1549—1580  | Максимилиан II Мария Испанская                         | Филипп I   | 1570 | 1570—1580 |
| Маргарита Австрийская         |         | 1584—1611  | Карл II Мария Анна Баварская                           | Филипп II  | 1599 | 1599—1611 |
| Изабелла Французская          |         | 1602—1644  | Генрих IV Мария Медичи                                 | Филипп III | 1615 | 1621—1644 |
| Марианна Австрийская          |         | 1634—1696  | Фердинанд III Мария Анна Испанская                     | Филипп III | 1649 | 1649—1665 |
| Мария Луиза Орлеанская        |         | 1662—1689  | Филипп I Орлеанский Генриетта Английская               | Карл V     | 1679 | 1679—1689 |
| Мария Анна Пфальц-Нойбургская |         | 1667—1670  | Филипп Вильгельм Елизавета Амалия Гессен-Дармштадтская | Карл V     | 1690 | 1690—1700 |

## Испанские Бурбоны
| Имя                   | Портрет | Годы жизни | Родители                               | Супруг    | Брак | Консорт   |
| --------------------- | ------- | ---------- | -------------------------------------- | --------- | ---- | --------- |
| Мария Луиза Савойская |         | 1688—1714  | Виктор Амедей II Анна Мария Орлеанская | Филипп IV | 1701 | 1701—1713 |

## Австрийские Габсбурги
| Имя                                              | Портрет | Годы жизни | Родители                                   | Супруг  | Брак | Консорт   |
| ------------------------------------------------ | ------- | ---------- | ------------------------------------------ | ------- | ---- | --------- |
| Елизавета Кристина Брауншвейг-Вольфенбюттельская |         | 1691—1750  | Людвиг Рудольф Кристина Луиза Эттингенская | Карл VI | 1708 | 1713—1734 |

## Неаполитанские Бурбоны
| Имя                        | Портрет | Годы жизни | Родители                            | Супруг       | Брак | Консорт   |
| -------------------------- | ------- | ---------- | ----------------------------------- | ------------ | ---- | --------- |
| Мария Амалия Саксонская    |         | 1624—1760  | Август III Мария Жозефа Австрийская | Карл VII     | 1738 | 1738—1759 |
| Мария Каролина Австрийская |         | 1752—1814  | Франц I Мария Терезия               | Фердинанд IV | 1768 | 1768—1806 |

## Бонапарты
| Имя        | Портрет | Годы жизни | Родители                          | Супруг         | Брак | Консорт   |
| ---------- | ------- | ---------- | --------------------------------- | -------------- | ---- | --------- |
| Жюли Клари |         | 1771—1845  | Франсуа Клари Франсуаза Роза Соми | Жозеф Бонапарт | 1794 | 1806—1808 |

## Мюраты
| Имя               | Портрет | Годы жизни | Родители                                | Супруг       | Брак | Консорт   |
| ----------------- | ------- | ---------- | --------------------------------------- | ------------ | ---- | --------- |
| Каролина Бонапарт |         | 1762—1839  | Карло Мария Буонапарте Летиция Рамолино | Иоахим Мюрат | 1800 | 1808—1815 |

В 1816 образовано королевство Обеих Сицилий.